# Estadio de Agadir
El Estadio Adrar de Agadir es un estadio multiuso, principalmente destinado para la práctica del fútbol, localizado en las afueras de la ciudad de Agadir, en Marruecos.
Tiene una capacidad para 45 480 personas sentadas y allí disputa sus partidos de local el Hassania Agadir.

## Historia
Con un coste total estimado de 860 millones de MAD, las obras comenzaron el 4 de junio de 2004. Inicialmente previsto para su finalización a finales de 2007 con el objetivo de que Marruecos organizara el Mundial de 2010, su financiación se ha repartido desde entonces y la construcción del estadio se completó finalmente en agosto de 2013. Desde entonces ha acogido los partidos como local del Hassania Agadir.
Albergó cuatro partidos de la Mundial de Clubes 2013 e iba a ser un estadio sede de la Copa Africana de Naciones 2015, pero tras la dimisión de Marruecos como sede el torneo, debido a la epidemia de ébola desatada en el continente africano, la CAF le excluyó del torneo y le entregó la sede a Guinea Ecuatorial. Será sede de la Copa Africana de Naciones 2025 y de la Copa del Mundial de Fútbol de 2030.

## Inauguración
El partido inaugural tuvo lugar el 11 de octubre de 2013, cuando el local, Hassania Agadir se enfrentó con Jeunesse Sportive de Kabylie, de Argelia partido que terminó 1 a 0 para los locales.
| 11 de octubre de 2013 | Hassania Agadir | 1:0 (0:0) | Jeunesse Sportive de Kabylie |  |  |
|                       | Saad Lemti 76'  |           |                              |  |  |

## Mundial de clubes 2013
| 11 de diciembre de 2013, 19:30 UTC ±0 | Raja Casablanca                     | 2:1 (1:0) | Auckland City |                                                            |                                                            |
|                                       | Iajour 39' · Abdelilah Hafidi 90+2' | Reporte   | Krishna 63'   | Asistencia: 34.875 espectadores Árbitro(s): Bakary Gassama | Asistencia: 34.875 espectadores Árbitro(s): Bakary Gassama |

| 14 de diciembre de 2013, 16:00 UTC ±0 | Guangzhou Evergrande    | 2:0 (0:0) | Al-Ahly |                                                          |                                                          |
|                                       | Elkeson 49' · Conca 67' | Reporte   |         | Asistencia: 34.580 espectadores Árbitro(s): Sandro Ricci | Asistencia: 34.580 espectadores Árbitro(s): Sandro Ricci |

| 14 de diciembre de 2013, 19:30 UTC ±0 | Raja Casablanca        | 2:1 (1:1, 1:0) (t. s.) | Monterrey   |                                                             |                                                             |
|                                       | Chtibi 24' · Guehi 95' | Reporte                | Basanta 53' | Asistencia: 34.579 espectadores Árbitro(s): Alireza Faghani | Asistencia: 34.579 espectadores Árbitro(s): Alireza Faghani |

| 17 de diciembre de 2013, 19:30 UTC ±0 | Guangzhou Evergrande | 0:3 (0:2) | Bayern Múnich                          |                                                            |                                                            |
|                                       |                      | Reporte   | Ribéry 40' · Mandzukic 44' · Götze 47' | Asistencia: 27.311 espectadores Árbitro(s): Bakary Gassama | Asistencia: 27.311 espectadores Árbitro(s): Bakary Gassama |

## Galería

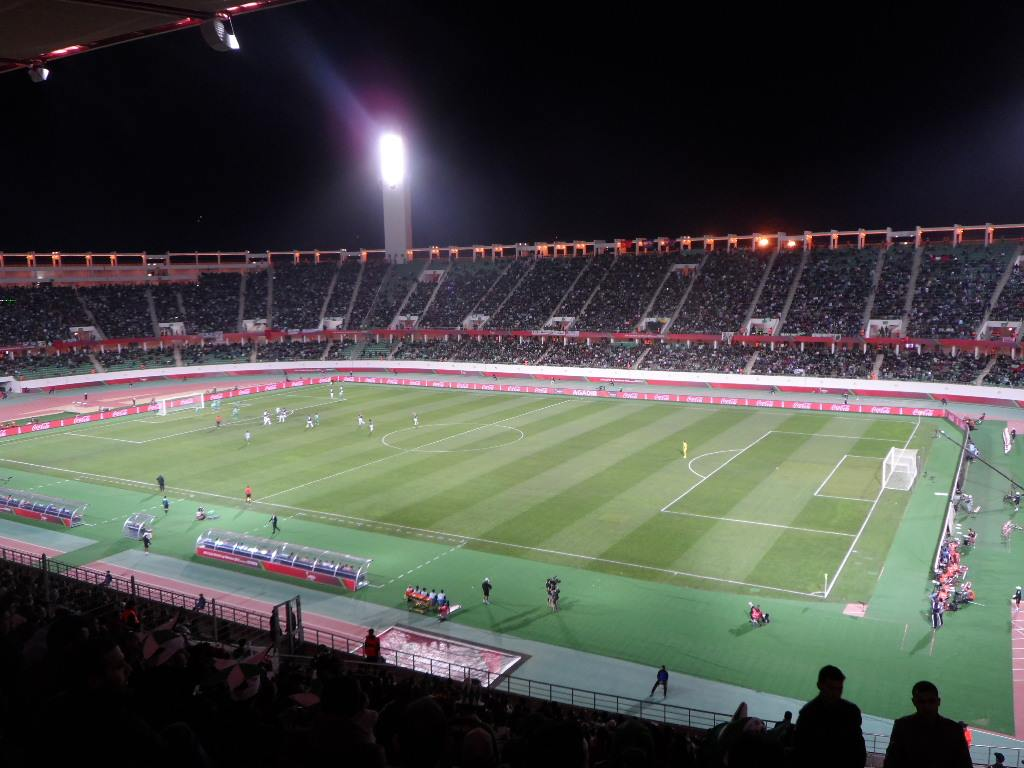
Interior del estadio.
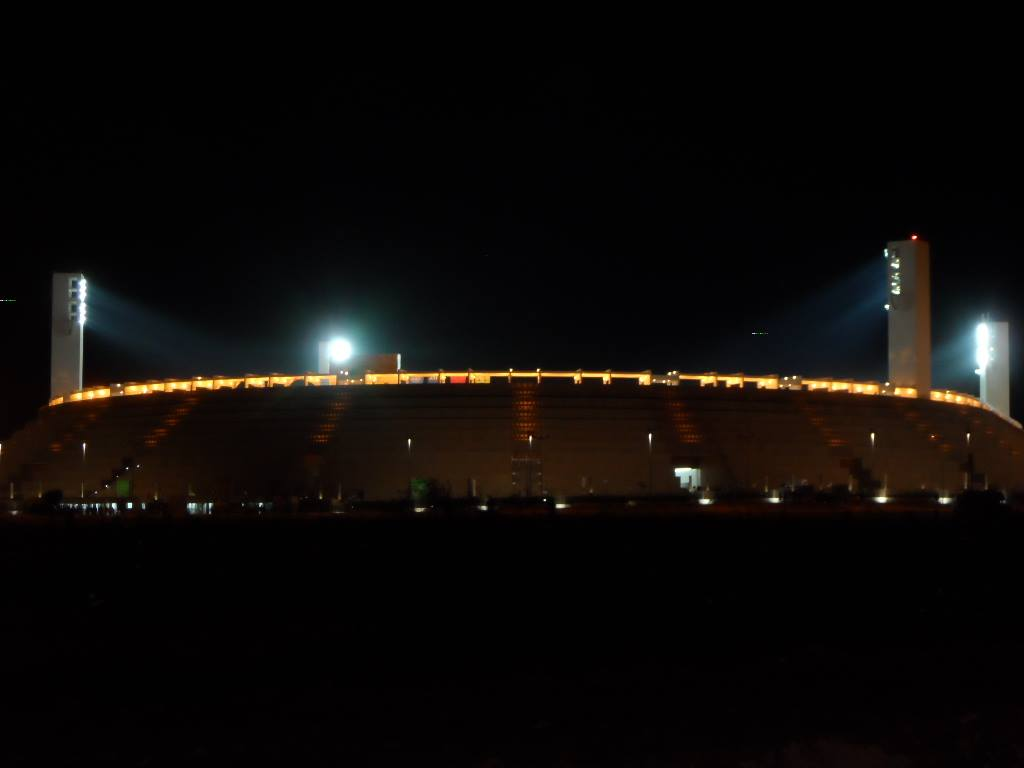
Exterior del estadio.
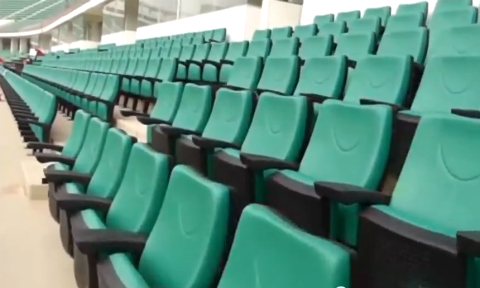
Asientos VIP.
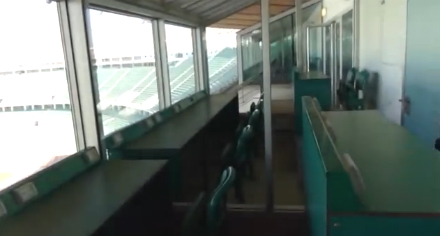
Cabina de narradores y prensa.